# Тачанка с юга
«Тача́нка с ю́га» — художественный фильм Евгения Шерстобитова. Экранизация одноимённой повести Александра Варшавера. Снят в 1977 году.

## Сюжет
Украина, Гражданская война. Для уничтожения атамана одной из белогвардейских банд Аркадьева сотрудники ЧК организовывают операцию «Тачанка с юга». Опытный чекист Бардин по прозвищу Борода и его юный помощник Саша под видом посланников от Врангеля проникают в банду Аркадьева. Одновременно другой чекист Пироженко, выдающий себя за спекулянта, должен убить союзника атамана — бандита Сирого.

## В ролях
- Станислав Коренев — Бардин
- Александр Стригалёв — Шура
- Георгий Дворников — Пироженко
- Виктор Степаненко[укр.] — Сирый
- Дмитрий Миргородский — Александр Семёнович Аркадьев, атаман-белогвардеец
- Артур Нищёнкин — Кузьма
- Николай Гудзь[укр.]
- Валерий Панарин